# 課税所得
課税所得（かぜいしょとく）は、ひとつの所得税の体系が租税を課するものの上での基礎を指す。一般的に、それは収入もしくは所得の幾つかのまたはすべての項目を含み、支出とその他の控除によって差し引かれる。